# John Sullivan (general)
John Sullivan, född 17 februari 1740 i Somersworth i Provinsen New Hampshire, död 23 januari 1795 i Durham i New Hampshire, var en amerikansk militär och politiker (federalist). Han tjänstgjorde som generalmajor i amerikanska frihetskriget. Efter kriget var han bland annat New Hampshires president 1786–1788 och 1789–1790.
Sullivan efterträdde 1786 John Langdon som president och efterträddes 1788 av företrädaren Langdon. Han tillträdde 1789 på nytt som president och efterträddes 1790 av Josiah Bartlett.